# Arvid Holmberg
Nils Arvid Birger Holmber (Malmö, 10 oktober 1886 - Malmö, 11 september 1958) was een Zweeds turner.
Oswald won samen met zijn broers Carl en Oswald de gouden medaille in de landenwedstrijd meerkamp tijdens de Olympische Zomerspelen 1908.

## Olympische Zomerspelen
| Jaar | Plaats | Resultaten |
| ---- | ------ | ---------- |
| 1908 | Londen | team       |